# Аускультація

Лікар проводить аускультацію за допомогою фонендоскопа.

Аускульта́ція (лат. ausculto — вислухую) — метод дослідження, який полягає у вислухуванні звукових явищ, які виникають в організмі людини і тварин.
Аускультацію здійснюють шляхом прикладання вуха до поверхні тіла (безпосередня аускультація) або за допомогою спеціальних інструментів — стетоскопа, фонендоскопа.
Методику опосередкованої аускультації стетоскопом розробив Рене Лаеннек на початку XIX століття.
Аускультація є важливим методом дослідження легень, серця й судин та діагностики їхніх захворювань.
Правила аускультації легень:
- Грудна клітка пацієнта має бути оголена. Приміщення тепле. У приміщенні має бути тиша.
- Положення хворого в залежності від стану. Стоячи. Сидячи. Лежачи.
- Розташування лікаря і пацієнта має бути таке, що забезпечує паралельні повітряні потоки.
- Пацієнт дихає напіввідкритим ротом, робить 3 — 4 вдихи, видихи, потім 10 — 20 сек. відпочиває.
- Під час аускультації обстежуваному слід запропонувати зробити кілька глибоких вдихів, покашляти.
- Стетоскоп і фонендоскоп щільно прилягає до тіла пацієнта. Аускультацію проводять на симетричних ділянках грудної клітки, по топографічних лініях, міжребір'ях, починаючи з передньої поверхні.
- Попереду обминаючи проєкцію серця, ззаду при максимально розвернутих лопатках.
- При аускультації оцінюють наявність шумів як на вдиху, так і на видиху; оцінюють їх тривалість.
- Описуючи аускультативну картину спочатку характеризують основні, а потім додаткові дихальні шуми. Серед основних дихальних шумів розрізняють: везикулярне та бронхіальне дихання.